# Resurrection (álbum de The Mission)
Resurrection es un álbum recopilatorio de la banda británica de rock gótico The Mission, publicado en 1999 por los sellos Eagle Records y Cleopatra Records. Contiene los mejores éxitos de la agrupación desde el álbum debut God's Own Medicine hasta Grains of Sand de 1990, aunque remasterizados y con un sonido cercano al dance rock similares a los empleados en Masque de 1992.
Para el compilado el vocalista Wayne Hussey escribió pequeñas partes que sirvieron de interludio entre canciones, como también el tema «Resurrection». Cabe señalar que cuenta además con un cover de «1969» de Iggy Pop, además y luego de relanzarse en el año 2004 se incluyó una versión de «After All» de David Bowie.

## Lista de canciones
| N.º | Título                           | Duración |  |
| 1.  | «Prelude: Anniversary»           | 0:29     |  |
| 2.  | «Wasteland»                      | 4:45     |  |
| 3.  | «Severina»                       | 4:30     |  |
| 4.  | «Love Me to Death»               | 4:56     |  |
| 5.  | «Interlude: Never Forever»       | 1:12     |  |
| 6.  | «Beyond the Pale»                | 5:18     |  |
| 7.  | «Deliverance»                    | 4:42     |  |
| 8.  | «Without You»                    | 5:15     |  |
| 9.  | «Like a Child Again»             | 4:35     |  |
| 10. | «Sacrilege»                      | 4:58     |  |
| 11. | «You Make Me Breathe»            | 4:59     |  |
| 12. | «Crystal Ocean»                  | 5:03     |  |
| 13. | «Interlude: Suffer the Children» | 0:58     |  |
| 14. | «Butterfly on a Wheel»           | 4:55     |  |
| 15. | «Interlude: Infection»           | 0:24     |  |
| 16. | «Hands Across the Ocean»         | 4:40     |  |
| 17. | «1969» (cover de Iggy Pop)       | 2:53     |  |
| 18. | «Resurrection» (nueva canción)   | 2:01     |  |

| Pista adicional reedición de 2004 |                                    |          |  |
| N.º                               | Título                             | Duración |  |
| 19.                               | «After All» (cover de David Bowie) |          |  |